# Кадзь (Пшисуський повіт)
Кадзь (пол. Kadź) — село в Польщі, у гміні Кльвув Пшисуського повіту Мазовецького воєводства.
Населення — 199 осіб (2011).
У 1975-1998 роках село належало до Радомського воєводства.
Вірні Римо-Католицької Церкви належать до парафії св. Апостола Матвія у Кльові.

## Демографія
Демографічна структура станом на 31 березня 2011 року:
|          | Загалом | Допрацездатний вік | Працездатний вік | Постпрацездатний вік |
| -------- | ------- | ------------------ | ---------------- | -------------------- |
| Чоловіки | 95      | 20                 | 65               | 10                   |
| Жінки    | 104     | 24                 | 52               | 28                   |
| Разом    | 199     | 44                 | 117              | 38                   |